# Tempowerk
Das Tempowerk ist ein Technologiepark im Hamburger Stadtteil Harburg. Er bietet technologieorientierten Unternehmen Büro-, Labor- und Technikumsflächen sowie ein Netzwerk zur Förderung von Innovation und Zusammenarbeit. Der Standort wurde in den 1980er-Jahren als Hamburger Institut für Technologieförderung (Hit-Technopark) gegründet und 2021 in Tempowerk umbenannt.

## Geschichte
Das Gelände des heutigen Tempowerks hat eine fast 100-jährige Industriegeschichte. In den 1920er- und 1930er-Jahren produzierte die Vidal & Sohn Tempo-Werk GmbH hier Dreiradtransporter. Das Unternehmen wurde 1928 gegründet und verlagerte um 1933/1934 seine Produktion nach Hamburg-Harburg. Bis 1955 entstanden dort rund 110.000 Dreiradfahrzeuge, die unter anderem beim Wiederaufbau Deutschlands nach dem Zweiten Weltkrieg genutzt wurden.
1969 wurde das Tempo-Werk Teil der Hanomag-Henschel Fahrzeugwerke GmbH, die 1971 von der Daimler-Benz AG übernommen wurde. Nach der Schließung des Werks in den 1980er-Jahren stand das Gelände zunächst leer.
Mitte der 1980er-Jahre wurde auf Initiative von Professoren der Technischen Universität Hamburg (TUHH) und der Stadt Hamburg das Hamburger Institut für Technologieförderung (Hit-Technopark) gegründet. Ziel war es, technologieorientierten Start-ups und kleinen Unternehmen Räumlichkeiten für Forschung, Entwicklung und Produktion bereitzustellen.
Seit 1994 wurde der Technologiepark schrittweise von der Unternehmerfamilie Birkel übernommen. Das Gelände wurde weiter ausgebaut, neue Bürogebäude errichtet und eine campusähnliche Struktur mit pavillonartigen Gebäuden geschaffen. 2021 erfolgte die Umbenennung in Tempowerk, um die historische Verbindung zu den Tempo-Werken hervorzuheben und die moderne Ausrichtung auf Technologie, Netzwerke und Kollaboration zu betonen.

## Struktur und Nutzung
Das Tempowerk erstreckt sich über eine Fläche von rund 30.000 m² und umfasst Büro-, Labor- und Technikumsflächen. Derzeit sind etwa 120 Unternehmen aus über 40 Branchen am Standort vertreten.
Zum Angebot des Technologieparks gehören unter anderem:
- ein   Hotel  mit Konferenzzentrum für Tagungen, Schulungen und Seminare
- ein öffentlich zugängliches  Restaurant
- eine   Eventlocation  („Schmiede“) für Kongresse, Messen und Firmenveranstaltungen
- Netzwerkveranstaltungen und Programme zur Innovationsförderung

Das Tempowerk ist insbesondere auf die Bedürfnisse kleiner und mittelständischer Unternehmen (KMU) ausgerichtet. Ein besonderer Fokus liegt auf den Bereichen Künstliche Intelligenz (KI) und Digitalisierung.

## Kooperation und Netzwerk
Das Tempowerk kooperiert mit verschiedenen Hochschulen, Forschungseinrichtungen und Wirtschaftsorganisationen, darunter:
- Technische Universität Hamburg (TUHH) - Zusammenarbeit mit Forschenden und Start-ups
- Fraunhofer-Institut - Unterstützung bei Technologieentwicklung und Innovation
- Artificial Intelligence Center Hamburg (ARIC) -[2] Kooperation im Bereich Künstliche Intelligenz
- Süderelbe AG - Förderung des Wirtschaftsstandorts Hamburg-Harburg
- Handelskammer Hamburg - Unterstützung für Unternehmen im Bereich Digitalisierung und Innovation

Darüber hinaus werden regelmäßig Netzwerktreffen, Workshops und Fachveranstaltungen organisiert, um den Austausch zwischen Wissenschaft und Wirtschaft zu fördern.

## Verkehrsanbindung
Das Tempowerk befindet sich im Süden Hamburgs in der Nähe der Autobahnen A1 und A7. Der Standort verfügt über Parkmöglichkeiten und ist durch Busverbindungen an den Bahnhof Hamburg-Harburg angebunden.